# Discovery Investigations

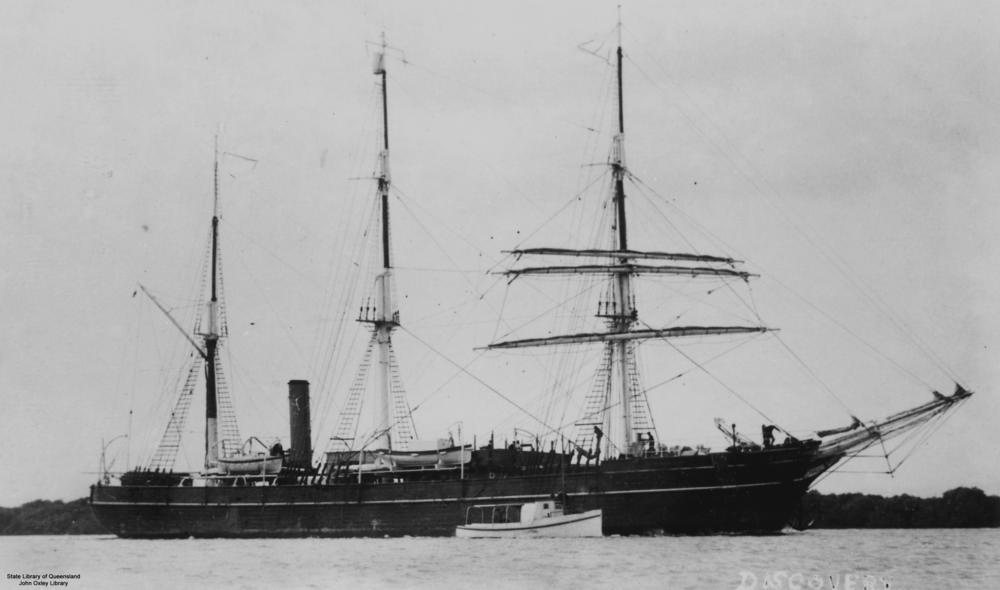
O antigo navio de exploração antártica RSS Discovery foi usado nas cruzadas da Discovery Investigations entre 1923 e 1931.

Discovery Investigations foi uma série de cruzadas científicas e investigações em terra dedicadas ao estudo da biologia das baleias do oceano Antártico. Ela foi fundada pelo Colonial Office briânico e organizada pelo Discovery Committee, em Londres, o qual foi criado em 1918. Acreditava-se que a série poderia prover arcabouço científico para a gestão de armazenamento e pescados comerciais de baleia no Antártico.
O trabalho dessas investigações contribuiu grandemente para o desenvolvimento de estudos científicos gerais sobre tais animais, sobre o krill a partir do qual se alimentavam e sobre aspectos oceanográficos de seus habitats, enquanto também proveu a tabulação da topografia de toda a região. As investigações tiveram curso até 1951, com o relatório final sendo publicado em 1980.